# Maison Crvenčanin
La maison Crvenčanin (en serbe cyrillique : Кућа Црвенчанина ; en serbe latin : Kuća Crvenčanina) est située à Belgrade, la capitale de la Serbie, dans la municipalité urbaine de Stari grad. Construite en 1887, elle est inscrite sur la liste des biens culturels de la Ville de Belgrade.

## Présentation
La maison du marchand Crvenčanin, située 15 Kralja Petra, a été construite en 1887 d'après des plans de l'architecte Jovan Ilkić. Elle dispose d'une cave, d'un rez-de-chaussée et de deux étages ; l'attique et la mansarde sont séparés par divers dômes. La corniche du toit est soutenue par des demi-colonnes d'ordre ionique, qui se dressent sur les deux étages. L'architecture intérieure, avec sa mezzanine au-dessus du rez-de-chaussée fait de la maison du marchand Crvenčanin un exemple inhabituel dans l'architecture contemporaine de cette époque.
La maison est située dans l'une des plus anciennes rues commerçantes de Belgrade ; le rez-de-chaussée et sa mezzanine servaient à des fins commerciales, tandis que les étages supérieures avaient une fonction résidentielle.
Le bâtiment constitue un témoin de l'architecture académique à Belgrade et l'une des plus intéressantes créations de l'architecte Jovan Ilkić.